# Partit Comunista d'Unificació
El Partit Comunista d'Unificació va ser un partit polític, d'ideologia marxista-leninista, actiu entre 1976 i 1977.
El Partit Comunista d'Unificació, es va crear el 1976 a partir de la unificació de dos grups: Lluita de Classes (implantat a Catalunya i Menorca) i Larga Marcha hacia la Revolució Socialista (Saragossa i Navarra), als quals es va afegir a finals de 1976 la Organizacion Comunista Información Obrera (present a Galícia).

## Lluita de Classes
Daniel Cando, antic militant del FOC, creà el 1971, en sortir de la presó, la revista "Lucha de clases", revista en la qual col·laboraren Àngels Soler, Manel Pasarín, Quim Encinas, Santi Udina, Francesc Arbolí -procedent de “Cuadernos Rojos”-, August Gil Matamala i Josep Olivé.
S'hi incorporaren Tono Albareda i José Pérez García (que va fer el servei militar a Menorca i afavorí la incorporació d'un nucli menorquí, de Maó i es Mercadal). Inicialment hi va col·laborar Paco Casero, fundador del SOC i futur secretari general d'aquest sindicat. En el grup menorquí hi participaren Ramon Orfila i Tuni Allès.

## Larga Marcha
Larga Marcha a la Revolución Socialista-RS  va ser un grup d'extracció universitària que va assolir una certa implantació obrera. Tingueren presència a Saragossa i Navarra. Els principals dirigents foren Ramon Biescas, Ricardo Guelbenzu “Daniel Celayeta”, Pedro Arrojo, Lázaro, “Rubio” i Paco Polo. Abans de confluir amb Lluita de Classes intentaren un procés d'unificació amb l'Organització Comunista d'Espanya (Bandera Roja) que no va tenir èxit.

## Activitat i desaparició del PCU
El nou partir es va constituir quan el procés de transició s'estava conformant i va participar dels problemes que dugueren a la crisi, i posterior desintegració, a totes les formacions de l'esquerra revolucionària.
La nova formació defensà l'abstenció en el Referèndum sobre la Llei per a la Reforma Política celebrat el desembre de 1976.
El 1977 es va fusionar amb el Partit del Treball d'Espanya (PTE), adoptant el nom d'aquest darrer.